# Luton Shelton
Luton George Kieshawn Shelton (* 11. November 1985 in Kingston; † 22. Januar 2021 ebenda) war ein jamaikanischer Fußballspieler. Er ist Rekordtorschütze der jamaikanischen Nationalmannschaft.

## Karriere

### Verein
Von 2004 bis 2006 spielte Shelton bei Harbour View FC in der jamaikanischen Hauptstadt Kingston. 2006 wechselte er nach Schweden zu Helsingborgs IF, für welche er in 28 Spielen 17 Tore erzielte und den schwedischen Pokal gewinnen konnte. 2007 folgte der Sprung in den englischen Profifußball zu Sheffield United. Hier konnte er jedoch nicht überzeugen, er erzielte nur ein Tor in 28 Spielen. 2008 unterschrieb er schließlich einen Vertrag bei Vålerenga aus der norwegischen Hauptstadt Oslo. Anfang 2009 wechselte er auf Leihbasis zum dänischen Meister Aalborg BK, wo der Mittelstürmer bis zur Sommerpause auf Torjagd ging. 2010 kehrte er zurück zu seiner Stamm-Mannschaft bei Vålerenga Oslo, 2011 wechselte er zum türkischen Erstligisten Kardemir Karabükspor.
Nach eineinhalb Spielzeiten in der Türkei wechselte er zum russischen Verein Wolga Nischni Nowgorod.

### Nationalmannschaft
Für die jamaikanische Fußballnationalmannschaft spielte Shelton erstmals am 22. Oktober 2004. In seinen 75 Spielen erzielte er 35 Tore, vier davon in seinem zweiten Länderspiel beim 12:0 gegen Saint Martin und fünf in den beiden Qualifikationsspielen zur Weltmeisterschaft 2010 gegen die Bahamas. Außerdem stand er in Aufgeboten des jamaikanischen Teams beim CONCACAF Gold Cup 2005 und CONCACAF Gold Cup 2009 in den Vereinigten Staaten. Mit seinem 28. Länderspieltor am 31. Januar 2010 überbot er den Rekord von Onandi Lowe und ist seitdem Rekordtorschütze der jamaikanischen Nationalmannschaft.

## Tod
Im Jahre 2017 wurde bei Shelton amyotrophe Lateralsklerose (ALS) diagnostiziert. Er erlag der Krankheit 35-jährig im Januar 2021. Er hinterließ seine Frau und drei Kinder.